# اسلحه‌ها مردم را نمی‌کشند… لیزرها می‌کشند
 «اسلحه‌ها مردم را نمی‌کشند… لیزرها می‌کشند» آلبومی از گروه موسیقی میجر لیزر است که در سال ۲۰۰۹ میلادی منتشر شد.